# باریتوکلسیت
باریتوکلسیت (به انگلیسی: Barytocalcite) با فرمول شیمیایی BaCa[CO3]2 از مجموعه کانی هاست و لومینسانس سبز تیره دارد. از ترکیب شیمیائی اش گرفته شده‌است. محلول در HCl BaO:۵۱٫۵۶٪ CaO:۱۸٫۸۵٪ CO۲:۲۹٫۵۹٪ برای اولین بار در چک و اسلواکی کشف شد و از نظر شکل بلور: منشوری، رنگ: سفید - زرد - خاکستری - متمایل به سبز، شفافیت: شفاف - نیمه کدر، جلا: شیشه ای، رخ: کامل، سیستم تبلور: مونوکلینیک و در رده‌بندی کربنات است همچنین خاصیت مغناطیسی ندارد و منشأ تشکیل آن هیدروترمال است.
همایند کانی‌شناسی (پارانژ) آن - کلسیت- باریت- فلوئورین و غیره است
، از نظر ژیزمان بلوری - آگرگات توده‌ای - دانه‌ای کمیاب ; انگلیس، آلمان غربی و شرقی و سوئد یافت می‌شود.